# Baron Heathfield
Baron Heathfield, of Gibraltar, war ein erblicher britischer Adelstitel in der Peerage of Great Britain.

## Verleihung und Erlöschen
Der Titel wurde am 6. Juli 1787 für den General Sir George Augustus Eliott geschaffen. Dieser hatte die Festung Gibraltar während der langen Belagerung von 1779 bis 1783 erfolgreich verteidigt.
Der Titel erlosch, als dessen einziger Sohn am 26. Januar 1813 unverheiratet und kinderlos starb.

## Liste der Barone Heathfield (1787)
- George Augustus Eliott, 1. Baron Heathfield (1717–1790)
- Francis Augustus Eliott, 2. Baron Heathfield (1750–1813)